# Luis Borroto
Artikeln följer den spanska namnseden; faderns efternamn är Borroto och moderns efternamn Jiménez.
Luis Borroto Jiménez, född den 24 augusti 1982 i Sagua la Grande, är en kubansk basebollspelare som tog guld för Kuba vid olympiska sommarspelen 2004 i Aten.
Borroto representerade även Kuba vid World Baseball Classic 2006, där Kuba kom tvåa. Han spelade två matcher, varav han förlorade en, och hade en earned run average (ERA) på 10,80 och tre strikeouts.